# Ludwig Riedel
Ludwig Riedel ( 1790, Berlín - 1861, Río de Janeiro) fue un botánico alemán.
Riedel llega a Brasil en 1811 donde participa en la expedición conducida por el científico germano-ruso Georg Heinrich von Langsdorff (1774-1852).
De 1820 a 1830 y de 1831 a 1836, Riedel retorna para recolectar especímenes en Brasil para el jardín botánico de San Petersburgo.
En 1836, obtiene un puesto en el Museo Nacional de Río de Janeiro, siendo el primer extranjero en ocupar un puesto así permanente. Funda y dirige el Departamento de Botánica y también dirige su jardín botánico Horto Florestal, hasta 1858.

## Honores

### Epónimos
Géneros
- (Ericaceae) Riedelia Meisn.[1]
- (Verbenaceae) Riedelia Cham.[2]
- (Zingiberaceae) Riedelia Oliv.[3]

Especies
- (Acanthaceae) Beloperone riedeliana Benth. & Hook.f.[4]
- (Acanthaceae) Justicia riedeliana (Nees) V.A.W.Graham[5]
- (Adiantaceae) Pellaea riedelii Baker[6]
- (Amaranthaceae) Gomphrena riedelii Seub.[7]
- (Annonaceae) Unonopsis riedeliana R.E.Fr.[8]
- (Apocynaceae) Anacampta riedelii (Müll.Arg.) Markgr.[9]
- (Apocynaceae) Echites riedelii Malme[10]
- (Apocynaceae) Micradenia riedelii Miers[11]
- (Araceae) Heteropsis riedeliana Schott[12]
- (Arecaceae) Geonoma riedeliana H.Wendl.[13]
- (Asclepiadaceae) Amphistelma riedelii E.Fourn.[14]
- (Asteraceae) Baccharis riedelii Sch.Bip. ex Baker[15]
- (Asteraceae) Vernonia riedeliana Gardner[16]
- (Bombacaceae) Matisia riedeliana Glaz.[17]
- (Caesalpiniaceae) Phyllocarpus riedelii Tul.[18]
- (Celastraceae) Tontelea riedeliana (Peyr.) A.C.Sm.[19]
- (Clusiaceae) Clusia riedeliana Engl.[20]
- (Convolvulaceae) Operculina riedeliana (Oliver) Ooststr.[21]
- (Cunoniaceae) Belangera riedeliana Casar. ex Eichler[22]
- (Cucurbitaceae) Wilbrandia riedelii Silva Manso[23]
- (Fabaceae) Aeschynomene riedeliana Taub.[24]
- (Fabaceae) Binaria riedeliana (Bong.) A.Schmitz[25]
- (Fabaceae) Dalbergia riedelii (Benth.) Sandwith[26]
- (Fabaceae) Desmodium riedelii (Schindl.) Burkart[27]
- (Fabaceae) Ecastaphyllum riedelii Radlk. ex Köpff[28]
- (Lamiaceae) Aegiphila riedeliana Schauer[29]
- (Lauraceae) Aiouea riedelii Mez[30]
- (Lauraceae) Cinnamomum riedelii Lukman.[31]
- (Lauraceae) Persea riedelii Meisn. in DC.[32]
- (Malvaceae) Cienfuegosia riedelii Gürke[33]
- (Malvaceae) Sida riedelii K.Schum.[34]
- (Marantaceae) Calathea riedeliana (Didr., Paull ex Regel) K.Schum.[35][36]
- (Marantaceae) Maranta riedeliana Körn.[37]
- (Marantaceae) Phrynium riedelii Didr.[38]
- (Melastomataceae) Acinodendron riedelii (Naudin) Kuntze[39]
- (Meliaceae) Trichilia riedelii C.DC.[40]
- (Moraceae) Ficus riedelii Teijsm. ex Miq.[41]
- (Myrtaceae) Chytraculia riedeliana (O.Berg ex Mart.) Kuntze[32]
- (Nyctaginaceae) Pisonia riedeliana Fisch. ex Heimerl[42]
- (Ochnaceae) Plicouratea riedelii Tiegh.[43]
- (Orchidaceae) Habenaria riedelii Cogn.[44]
- (Poaceae) Aristida riedeliana Trin. & Rupr.[45]
- (Poaceae) Merostachys riedeliana Rupr. ex Döll[46]
- (Poaceae) Panicum riedelii Trin.[47]
- (Podostemaceae) Apinagia riedelii Warm.[48]
- (Podostemaceae) Neolacis riedelii Wedd.[49]
- (Polygonaceae) Coccoloba riedelii Lindau[50]
- (Rubiaceae) Psychotria riedeliana (Müll.Arg.) L.Andersson[51]
- (Simaroubaceae) Picramnia riedelii Regel & Rach[52]
- (Tiliaceae) Brownlowia riedelii Hemsl.[53]
- (Turneraceae) Turnera riedeliana Urb.[54]

- La abreviatura «Riedel» se emplea para indicar a Ludwig Riedel como autoridad en la descripción y clasificación científica de los vegetales.[55]